# Lüdermünd
Lüdermünd ist ein Stadtteil der osthessischen Stadt Fulda.

## Geographie
Der Ort liegt neun Kilometer nordwestlich der Kernstadt an der Fulda. In Ortsnähe mündet die Lüder in die Fulda. Am nördlichen Ortsrand verläuft die Landesstraße 3143.

## Geschichte

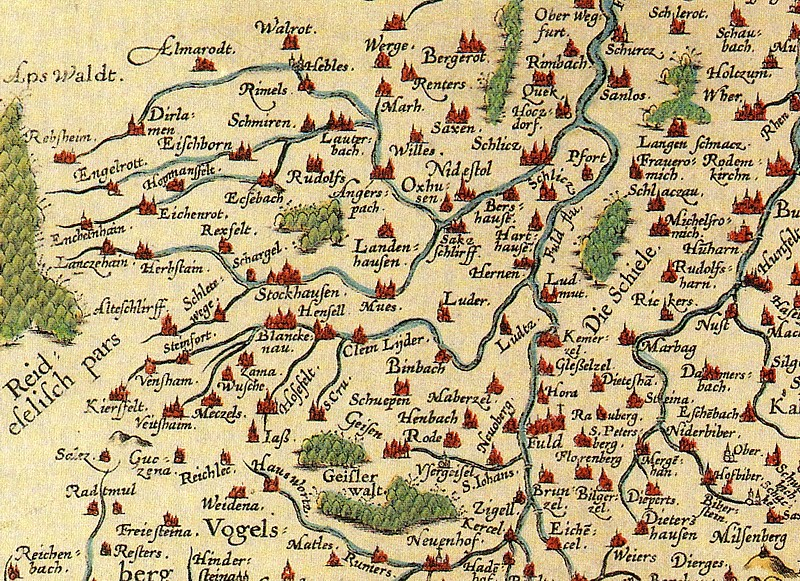
Lage von Lüdermünd (Ludmuc) auf einer Karte des Hochstifts Fulda von 1574

Eine erste Besiedlung des Bereiches hat bereits im 8. Jahrhundert stattgefunden. Im Jahre 1397 wurde das Dorf erstmals urkundlich genannt. Der Ortsname lautete 1429 „Lutermunde“, 1510 „Luttermunde“ und erst ab 1790 Lüdermünd.
Die katholische Filialkirche St. Johannes der Täufer wurde 1891/92 erbaut. Das Schiff hat drei Fensterachsen, der eingezogene Chor im Osten ist dreiseitig geschlossen und mit Stützpfeilern versehen. Südlich des Chors steht der wehrhafte Turm aus dem Mittelalter.

### Neugliederung
Am 1. August 1972 wurde die bis dahin selbstständige Gemeinde Lüdermünd im Zuge der Gebietsreform in Hessen kraft Landesgesetz in die Stadt Fulda eingegliedert.

### Einwohnerentwicklung
| • 1812: | 24 Feuerstellen, 167 Seelen |

| Lüdermünd: Einwohnerzahlen von 1812 bis 2017 | Lüdermünd: Einwohnerzahlen von 1812 bis 2017 | Lüdermünd: Einwohnerzahlen von 1812 bis 2017 | Lüdermünd: Einwohnerzahlen von 1812 bis 2017 | Lüdermünd: Einwohnerzahlen von 1812 bis 2017 |
| --- | -------------------------------------------- | -------------------------------------------- | -------------------------------------------- | -------------------------------------------- |
| Jahr |                                              |                                              |                                              | Einwohner                                    |
| 1812 | 1812                                         |                                              | 167                                          | 167                                          |
| 1834 | 1834                                         |                                              | 203                                          | 203                                          |
| 1840 | 1840                                         |                                              | 213                                          | 213                                          |
| 1846 | 1846                                         |                                              | 209                                          | 209                                          |
| 1852 | 1852                                         |                                              | 211                                          | 211                                          |
| 1858 | 1858                                         |                                              | 215                                          | 215                                          |
| 1864 | 1864                                         |                                              | 238                                          | 238                                          |
| 1871 | 1871                                         |                                              | 208                                          | 208                                          |
| 1875 | 1875                                         |                                              | 214                                          | 214                                          |
| 1885 | 1885                                         |                                              | 199                                          | 199                                          |
| 1895 | 1895                                         |                                              | 185                                          | 185                                          |
| 1905 | 1905                                         |                                              | 175                                          | 175                                          |
| 1910 | 1910                                         |                                              | 185                                          | 185                                          |
| 1925 | 1925                                         |                                              | 171                                          | 171                                          |
| 1939 | 1939                                         |                                              | 178                                          | 178                                          |
| 1946 | 1946                                         |                                              | 272                                          | 272                                          |
| 1950 | 1950                                         |                                              | 265                                          | 265                                          |
| 1956 | 1956                                         |                                              | 235                                          | 235                                          |
| 1961 | 1961                                         |                                              | 226                                          | 226                                          |
| 1967 | 1967                                         |                                              | 200                                          | 200                                          |
| 1970 | 1970                                         |                                              | 208                                          | 208                                          |
| 1988 | 1988                                         |                                              | 216                                          | 216                                          |
| 2010 | 2010                                         |                                              | 219                                          | 219                                          |
| 2013 | 2013                                         |                                              | 221                                          | 221                                          |
| 2015 | 2015                                         |                                              | 224                                          | 224                                          |
| 2016 | 2016                                         |                                              | 225                                          | 225                                          |
| 2017 | 2017                                         |                                              | 235                                          | 235                                          |
| Datenquelle: Historisches Gemeindeverzeichnis für Hessen: Die Bevölkerung der Gemeinden 1834 bis 1967. Wiesbaden: Hessisches Statistisches Landesamt, 1968. Weitere Quellen: ; 2010,2012,2015: |                                              |                                              |                                              |                                              |

### Religionszugehörigkeit
Quelle: Historisches Ortslexikon
| • 1885: | keine evangelischen, 199 katholische (= 100,00 %) Einwohner       |
| • 1961: | 12 evangelische (= 5,31 %), 214 katholische (= 94,69 %) Einwohner |

## Sehenswürdigkeiten
- Die katholische Pfarrkirche St. Johannes der Täufer.
- Der teilweise unter Denkmalschutz stehende Ortskern mit seinen Fachwerkhäusern.
- Der aus dem Mittelalter stammende, 12 m hohe Wartturm.

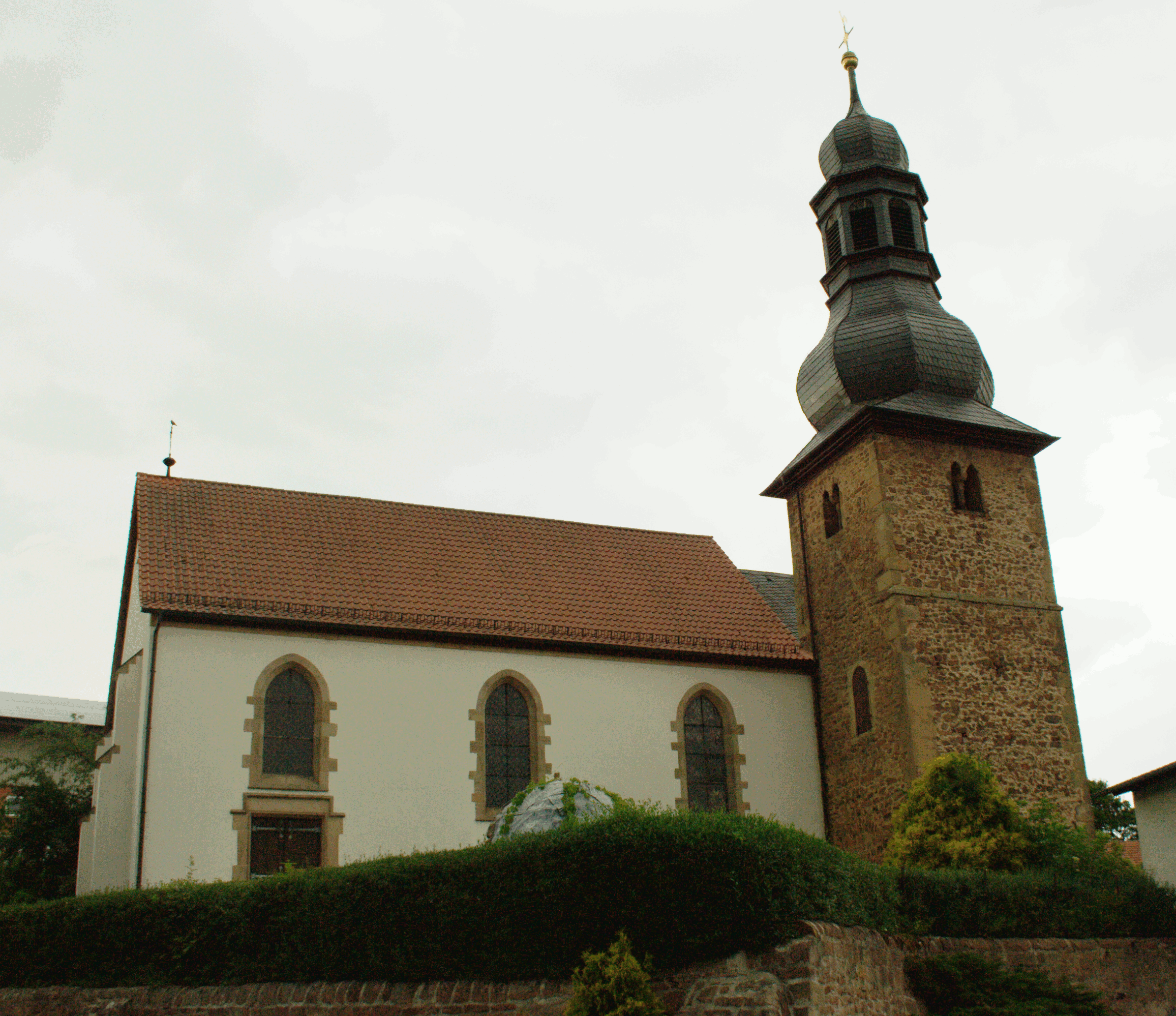
Katholische Kirche St. Johannes der Täufer
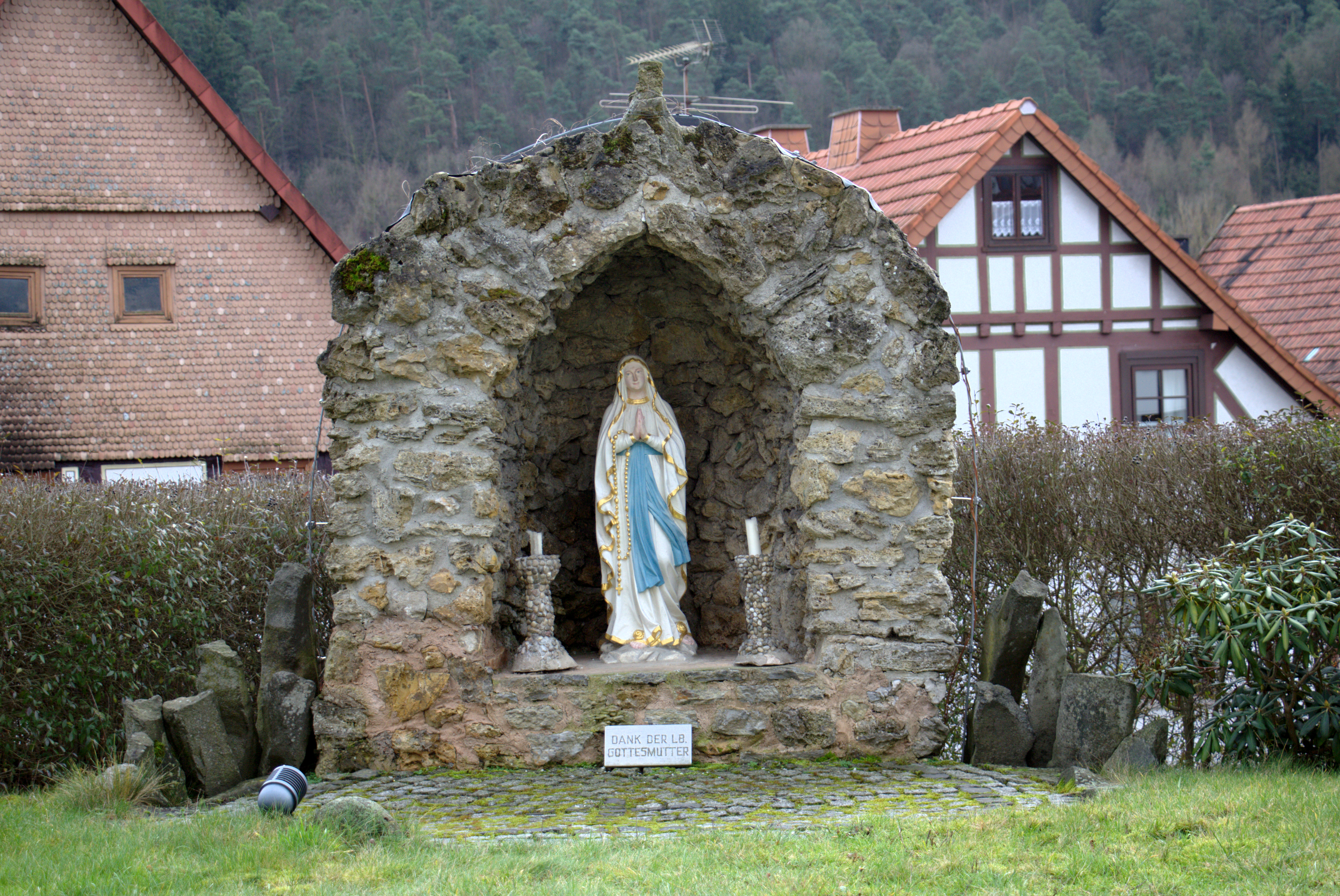
Mariengrotte
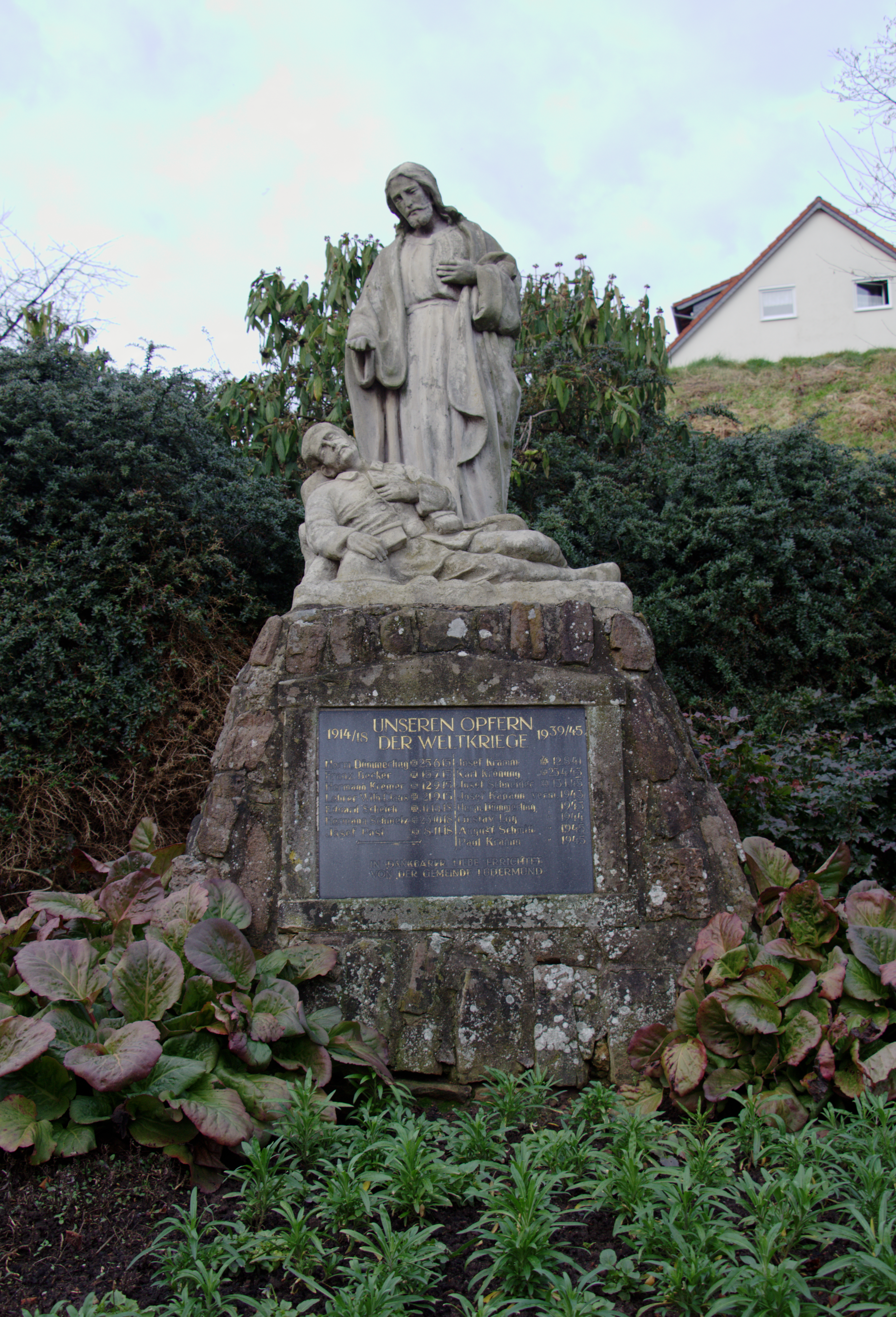
Kriegerdenkmal
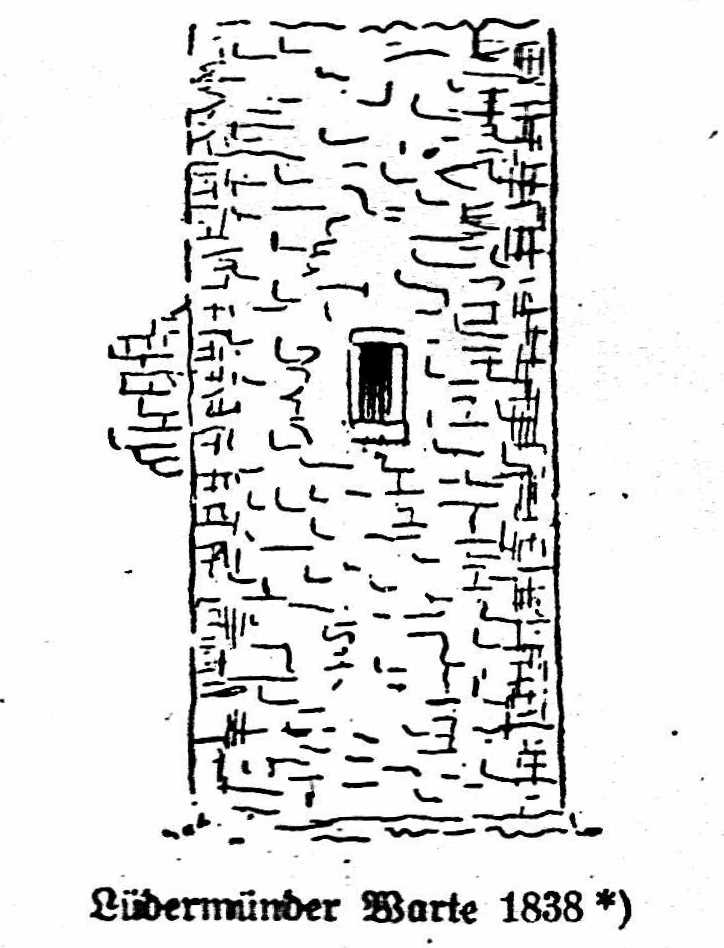
Wartturm im Jahre 1838
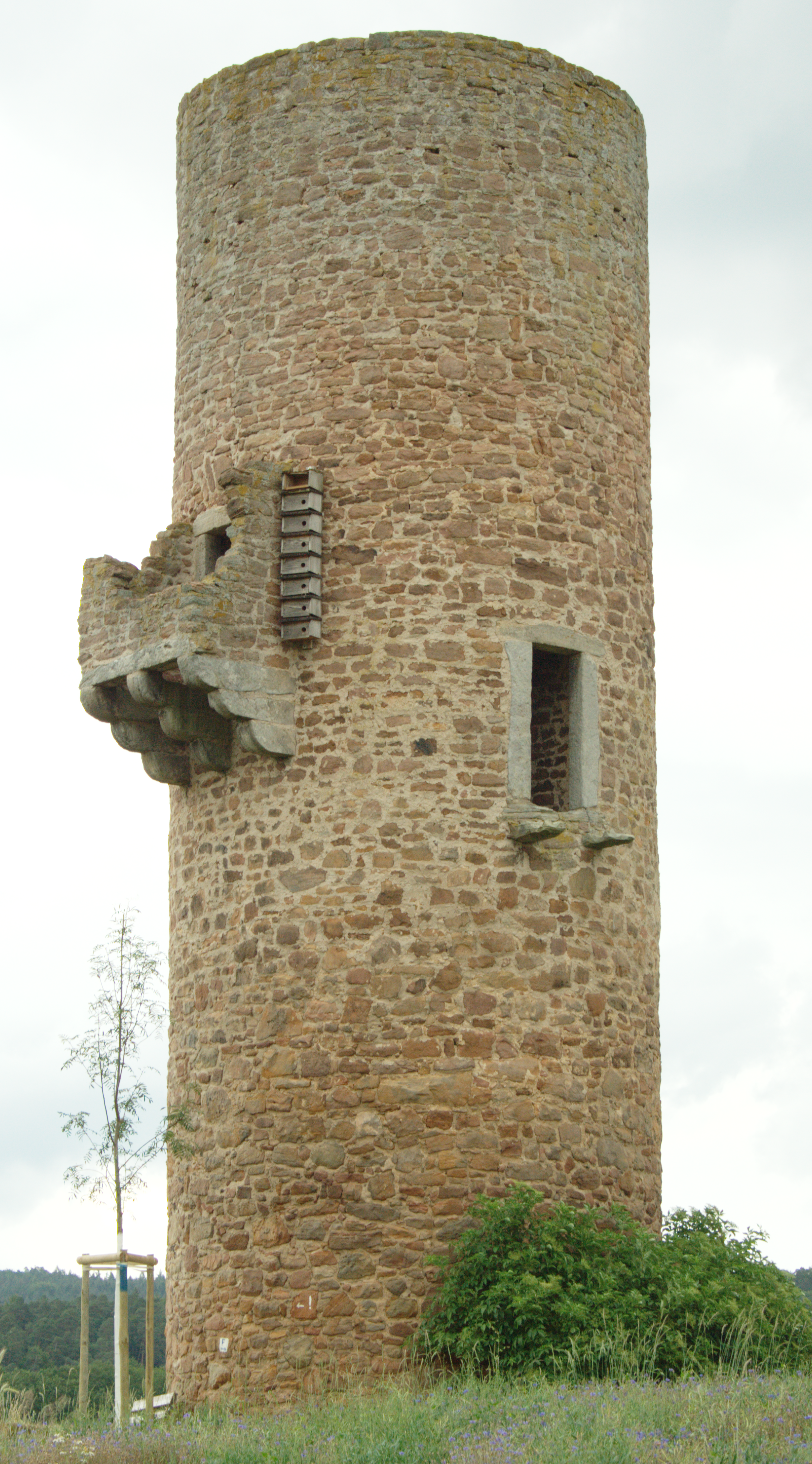
Wartturm heute